# Nevarni odpadki
Nevarni odpadki so tiste snovi, ki imajo eno ali več nevarnih lastnosti. Nevarne lastnosti so sledeče: eksplozivnost, radioaktivnost, oksidativnost, vnetljivost, strupenost, jedkost, dražljivost, rakotvornost, mutagenost, nevarnost za okolje itd.

## Vrste odpadkov
Odpadke razvrščamo z dveh osnovnih vidikov:
Po viru nastanka, zaradi opravljanja različnih človekovih dejavnosti, je množica odpadkov v klasifikacijskem seznamu dejavnosti razvrščena v 20 skupin in 111 podskupin.
Z vidika nevarnostnega potenciala jih isti seznam deli v nevarne in nenevarne odpadke.
Poleg te osnovne delitve odpadkov, se odpadki lahko delijo še na druge načine:
Ločimo jih na komunalne in nekomunalne odpadke; v prve sodijo gospodinjski odpadki in njim podobni odpadki iz industrije, obrti in storitvenih dejavnosti. Pri komunalnih odpadkih pa govorimo še o ločenih frakcijah komunalnih odpadkov, nevarnih frakcijah komunalnih odpadkov in o kosovnih odpadkih.
Zelo pomembna z vidika funkcionalnosti in zlasti predelave je delitev odpadkov po materialnem sestavu: biološko razgradljivi odpadki (zelena biomasa, ostanki hrane rastlinskega izvora in krme, papir in karton, les, delno tekstil), steklo, plastika, kovine, sestavljeni materiali (kompoziti), odpadno usnje, kože, krzno, gume in gumi, kisline, lugi, topila, barve, laki, kiti, smole, kemikalije, mineralna olja, kamenje, zemlja, žlindra, pepel, mulji itd.
Odpadke pogosto ločimo na one iz primarnih dejavnosti (npr. kmetijstva, gozdarstva, rudarstva), odpadke iz industrije, iz energetike ter odpadke iz gradbeništva.
Posebno skupino tvorijo odpadki iz naprav za obdelavo odpadkov in naprav za čiščenje odpadne vode (blato čistilnih naprav).
Tudi pravno zakonsko ločeno pa se obravnavajo posamezne specifične skupine, zaradi velikega nevarnostnega potenciala (na primer vsebnosti težkih kovin-zlasti živega srebra, kadmija, svinca in šestvalentnega kroma) ali zaradi posebne vloge (težka nadomestljivost oziroma zamenljivost izhodiščnih nevarnih kemikalij z nenevarnimi) in posebnega ravnanja (na primer odpadna embalaža). Posebej obravnavamo odpadke, ki vsebujejo azbest, PCB, Elektronski odpadki in PCT, odpadke iz proizvodnje TiO₂, odpadna olja in gudron, mineralna olja, baterije in akumulatorje z nevarnimi snovmi, gradbene odpadke, izrabljene avtomobilske gume, izrabljena motorna vozila, infektivne odpadke iz zdravstvene dejavnosti, klavnične odpadke in kužni material živalskega porekla ter živalske stranske proizvode, biorazgradljive organske kuhinjske odpadke, odpadna jedilna olja in masti, odpadno električno in elektronsko opremo ter radioaktivne odpadke.
Če je odpadek klasificirana kot nevarna snov, to pomeni, da bi prišlo v primeru razsutja ne le do neposredne škode na tovoru, temveč bi to utegnilo ogroziti tudi transportno sredstvo, osebe, ki se nahajajo v bližini, ter ožje in širše okolje.

## Nastajanje nevarnih snovi
Različne nevarne snovi se uporabljajo v različnih proizvodnih procesih. Prav tako jih uporabljamo v gospodinjstvih. Pogosto so odpadki izvor nevarnih snovi in le ti lahko nastajajo na različnih področjih.

## Odpadki na površinah (smeti)
Odpadki na površinah (smeti), so odpadki, ki jih podjetja zadolžena za čiščenje pridobijo s čiščenjem javnih površin, naselij, itd..Ti odpadki pretežno nastajajo zaradi neodgovornega odnosa ljudi, ki puščajo ali mečejo odpadke kot so: papir, ostanki embalaže in hrane, cigaretni ogorki, žvečilni gumiji,... kar na tla. V to skupino spadajo tudi iztrebki domačih živali, ki jih neodgovorni lastniki puščajo na javnih površinah.
Komunalni odpadki so odpadki iz gospodinjstev in njim po naravi in sestavi podobni odpadki iz industrije, obrti ter storitvenih dejavnosti: npr. olupki sadja in zelenjave, pločevinke, steklenice, kartonska embalaža in drugo. Po zakonu o varstvu okolja se komunalni odpadki zbirajo in prevažajo v okviru obvezne občinske gospodarske javne službe varstva okolja.

## Industrijski odpadki
So odpadki, ki nastajajo pri proizvodnem procesu oz. pri industrijskih aktivnostih. Primeri odpadkov, ki nastajajo v industriji so npr. les, rudarski odpadki, kovinski ostružki, razne kemikalije, olja.
Industrijske odpadke v grobem lahko razdelimo v dve skupini:
- na tiste, ki so po svoji strukturi podobni komunalnim odpadkom, npr. ostanki lesa, kovin, plastičnih mas in je mogoče z njimi ravnati na podoben način kot s komunalnimi odpadki;
- na t. i. industrijske odpadke, ki zahtevajo posebno obravnavo in jih ni mogoče odlagati na komunalnih odlagališčih, zato so potrebna posebna odlagališča (npr. strešne kritine z vsebnostjo azbesta, olja, ostanki lakov, maziv,...).

V preteklosti je večina tovrstnih odpadkov iz industrije končala na komunalnih odlagališčih, danes temu ni več tako. Zaradi strožjih predpisov in stroškov odlaganja v industriji iščejo možnosti kako tovrstne odpadke predelati ali jih energetsko izrabiti.

## Kmetijski odpadki
Ti odpadki nastajajo pri kmetijskih procesih. Kmetijski odpadki so:
- Komposti iz substratov izrabljenih gob
- Živalski iztrebki
- Plastika, kot npr.: vreče in pokrivala za silos, elastični ovitki za bale,...

## Medicinski odpadki
Odpadki iz zdravstva so odpadki, ki nastajajo pri izvajanju zdravstvenih aktivodobni gospodinjskim odpadkom : Ti nastajajo v glavnem v gospodinjstvih bolnišnic in so podobni domačim gospodinjskim odpadkom. Nevarni zdravstveni odpadki: Ti odpadki lahko spadajo v naslednje kategorije: biološki odpadki; infekcijski odpadki; kemični odpadki; toksični odpadki; farmacevtski odpadki; jedki odpadki; radioaktivni odpadki. Zdravstveni odpadki nastajajo prav tako v privatnih klinikah, veterinarskih postajah, zobozdravstvenih ambulantah, pri splošnih zdravnikih in v lekarnah.
Proizvodnja nelegalnih drog
Pri proizvodnji nelegalnih drog (heroin, kokain, metamfetamin) nastajajo nevarne kemikalije. Glede na to, da je prizvodnja nelegalna, je zato neustrezno tudi njihovo odstranjevanje.
Radioaktivne odpadke imenujemo tiste snovi, katerih specifična aktivnost (aktivnost, izražena v bekerelih na gram) je večja od zakonsko določene meje, vendar pa njihova nadaljnja uporaba ni več možna ali pa ni več smiselna. Radioaktivni odpadki so lahko v različnih agregatnih stanjih: plinastem, tekočem ali trdnem. Po aktivnosti jih delimo na nizko, srednje ali visoko radioaktivne, glede na razpadni čas radioaktivnih izotopov, ki jih vsebujejo, pa jih delimo na kratkožive in dolgožive.
Nizko radioaktivni odpadki nastajajo med vzdrževalnimi deli. To so predvsem zaščitna oblačila, oprema in orodje, ki je v uporabi v radiološko onesnaženih prostorih (v medicini, v industriji, v znanosti, ...).
Srednje radioaktivni odpadki so ostanki radioaktivnih nečistoč iz reaktorskega hladila jedrske elektrarne, ki se zbirajo v posebnih čistilnih filtrih.
Visoko radioaktivni odpadki nastajajo v izrabljenem jedrskem gorivu.